# (100311) 1995 HZ3
(100311) 1995 HZ3 es un asteroide perteneciente al cinturón de asteroides, descubierto el 26 de abril de 1995 por el equipo del Spacewatch desde el Observatorio Nacional de Kitt Peak, Arizona, Estados Unidos.

## Designación y nombre
Designado provisionalmente como 1995 HZ3.

## Características orbitales
1995 HZ3 está situado a una distancia media del Sol de 2,731 ua, pudiendo alejarse hasta 3,240 ua y acercarse hasta 2,223 ua. Su excentricidad es 0,186 y la inclinación orbital 4,656 grados. Emplea 1649 días en completar una órbita alrededor del Sol.

## Características físicas
La magnitud absoluta de 1995 HZ3 es 15,9.